# متحف ملقا للقرآن

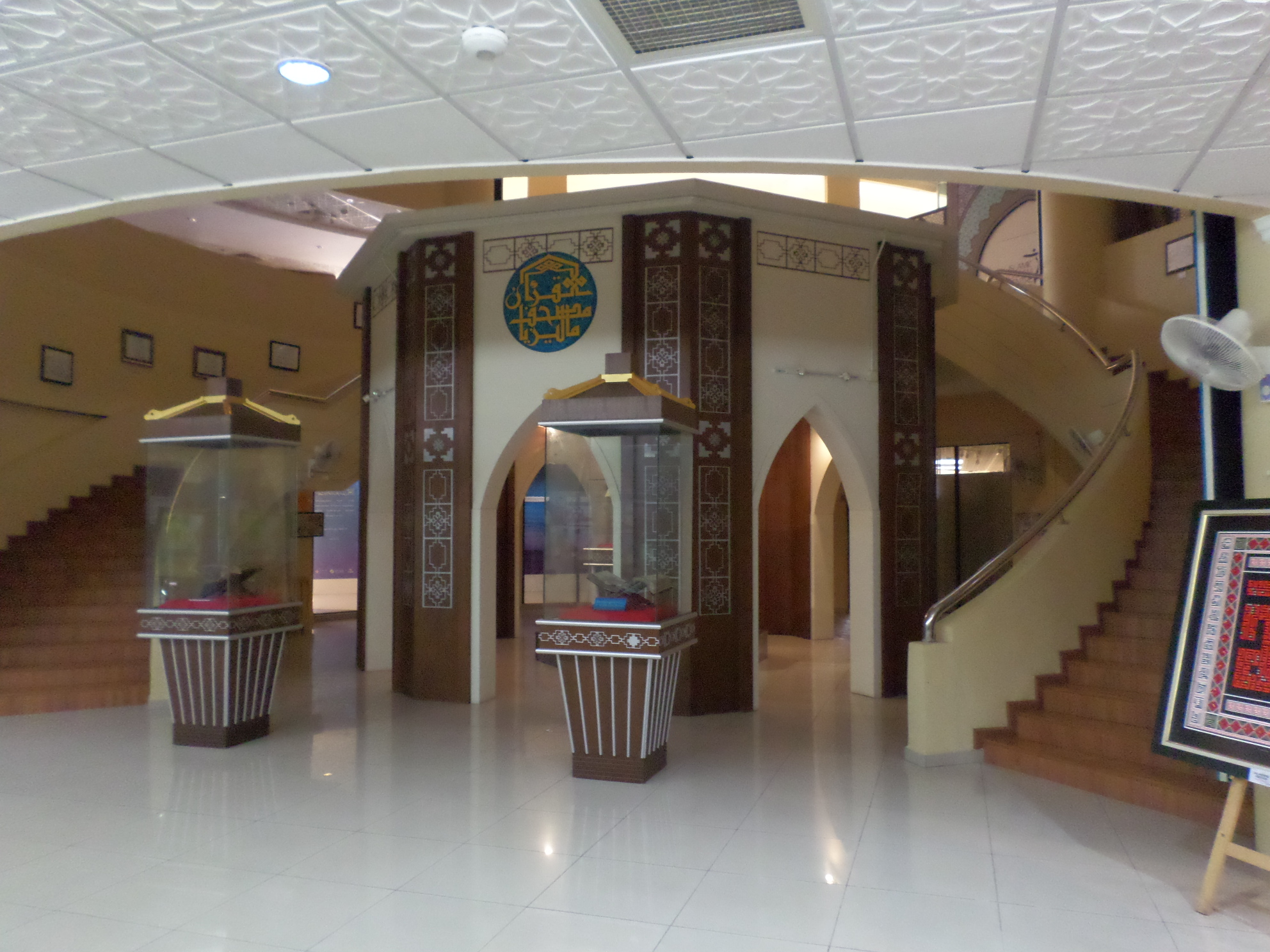
متحف ملقا للقرآن، قاعة المعرض

متحف ملقا للقرآن هو متحف عن القرآن في مدينة ملقا، ملقا في ماليزيا. يقع بجوار المسجد العظيم.

## التاريخ
المتحف تم تطويره بالتعاون بين مؤسسة رستو وملقا. وافتتح للجمهور في 10 كانون الثاني / يناير 2008.

## العمارة
يتكون المتحف من 12 قاعة رئيسية مجهزة بمستلزمات المتحف.

## المعارض
معروضات المتحف مجموعات مختلفة من القرآن الكريم، بدءا من المخطوطات القديمة، مجموعات خاصة من الفنون وما إلى ذلك. كما يعرض تاريخ انتشار الإسلام من زمن نزول الوحي الإلهي خلال عهد النبي محمد وأصحابه المقربين في جميع أنحاء الشرق الأوسط والهند الصينية وبقية عالم الملايو.